# قرار مجلس الأمن التابع للأمم المتحدة رقم 1938
قرار مجلس الأمن التابع للأمم المتحدة رقم 1938، المتخذ بالإجماع في 15 سبتمبر 2010، بعد التذكير بالقرارات السابقة بشأن الحالة في ليبيريا، بما في ذلك القرارات 1509 (2003) و1626 (2005) و1836 (2005) و1885 (2009)، مدد المجلس ولاية بعثة الأمم المتحدة في ليبيريا لمدة اثني عشر شهرًا حتى 30 سبتمبر 2011 وطلب منها تقديم المساعدة الانتخابية.

## القرار

### أعمال
وبموجب الفصل السابع من ميثاق الأمم المتحدة، مدد المجلس ولاية بعثة الأمم المتحدة في ليبريا وأذن لها بالمساعدة في التحضير للانتخابات العامة لعام 2011. وحث السلطات الليبرية على ضمان معالجة أي مسائل عالقة لتيسير الاستعدادات المناسبة للانتخابات. وأيد توصية الأمين العام بان كي مون بأن إجراء انتخابات حرة ونزيهة أمر أساسي لتصفية بعثة الأمم المتحدة.
وشجع المجلس كلاً من بعثة الأمم المتحدة في ليبيريا والحكومة الليبيرية على إحراز تقدم فيما يتعلق بنقل المسؤوليات من الأولى إلى الثانية، وأعاد تأكيد قراره بإعادة نشر القوات إذا لزم الأمر وفقًا للقرار 1609 (2005). وطلب من لجنة بناء السلام تقديم تقرير عن آخر بعثاتها إلى البلد وعن إصلاح قطاع الأمن وسيادة القانون والمصالحة الوطنية.
وأخيراً، طُلب من الأمين العام أن يقدم تقريراً عن الحالة في ليبريا وأن يواصل رصد قدرات الشرطة الوطنية الليبرية والتقدم المحرز فيما يتعلق بالنقاط المرجعية الرئيسية.